# Calamity Jane (banda)
Calamity Jane foi uma banda americana de música country composta por Mary Fielder, Mary Ann Kennedy, Linda Moore e Pam Rose. A banda gravou para a Columbia Records entre 1981 e 1982, alcançando quatro vezes a parada da Billboard Hot Country Singles (agora chamada de Hot Country Songs), incluindo a canção "I've Just Seen a Face" (de Lennon-McCartney, dos The Beatles). Antes da criação do quarteto, Rose era uma artista solo na Capitol e Epic Records. Depois de 1982, Kennedy e Rose se separaram da banda e formaram uma dupla de compositoras chamada Kennedy Rose, escrevendo canções para artistas como Restless Heart, Lee Greenwood e Martina McBride, além de gravar dois álbuns para a IRS Records.
O grupo foi descoberto após terem feito um show em uma pizzaria, e tinha como integrante Marshall Chapman, que decidiu depois de um mês não participar da banda, sendo substituída por Linda Moore. A banda foi o primeiro quarteto feminino de country a ser contratada por uma grande gravadora.

## Discografia

### Álbuns
| Título        | Detalhes                                                                |
| ------------- | ----------------------------------------------------------------------- |
| Calamity Jane | - Data de lançamento: 1982 - Gravadora: Columbia - Formato: LP, cassete |

### Singles
| Ano  | Single                     | Melhores posições | Álbum         |
| Ano  | Single                     | EUA Country       | Álbum         |
| ---- | -------------------------- | ----------------- | ------------- |
| 1981 | "Send Me Somebody to Love" | 61                | Calamity Jane |
| 1982 | "I've Just Seen a Face"    | 44                | Calamity Jane |
| 1982 | "Walkin' After Midnight"   | 60                | Calamity Jane |
| 1982 | "Love Wheel"               | 87                | Calamity Jane |